# Polska na Mistrzostwach Świata w Lekkoatletyce 1995
Polska na Mistrzostwach Świata w Lekkoatletyce 1995 – reprezentacja Polski podczas czempionatu w Tokio zdobyła dwa medale. Trzecie miejsca zajęli chodziarz Robert Korzeniowski i skoczek wzwyż Artur Partyka. W tabeli medalowej Polacy uplasowali się na ex aequo 36. pozycji, w klasyfikacji punktowej zajęli ex aequo 19. lokatę.

## Rezultaty

### Mężczyźni
- Bieg na 200 m
  - Robert Maćkowiak odpadł w eliminacjach
- Bieg na 3000 m z przeszkodami
  - Michał Bartoszak odpadł w eliminacjach
- Bieg na 400 m przez płotki
  - Paweł Januszewski odpadł w eliminacjach
- Skok wzwyż
  - Artur Partyka  zajął 3. miejsce i zdobył brązowy medal
  - Jarosław Kotewicz zajął 8.-10. miejsce
- Trójskok
  - Jacek Butkiewicz odpadł w eliminacjach
- Rzut młotem
  - Szymon Ziółkowski odpadł w eliminacjach
- Dziesięciobój
  - Sebastian Chmara nie został sklasyfikowany (wystartował w 9 konkurencjach)
- Chód na 20 km
  - Mariusz Ornoch nie ukończył konkurencji
- Chód na 50 km
  - Robert Korzeniowski  zajął 3. miejsce i zdobył brązowy medal
- Sztafeta 4x400 m
  - Piotr Rysiukiewicz, Paweł Januszewski, Robert Maćkowiak i Tomasz Jędrusik zajęli 5. miejsce

### Kobiety
- Bieg na 1500 m
  - Anna Brzezińska zajęła 6. miejsce
  - Małgorzata Rydz zajęła 12. miejsce
- Bieg na 400 m przez płotki
  - Monika Warnicka odpadła w półfinale
- Skok w dal
  - Agata Karczmarek zajęła 7. miejsce
- Siedmiobój
  - Urszula Włodarczyk zajęła 9. miejsce
- Chód na 20 km
  - Marta Żukowska zajęła 36. miejsce
  - Katarzyna Radtke nie ukończyła konkurencji (dyskwalifikacja)
- Maraton[1]
  - Małgorzata Sobańska zajęła 4. miejsce